# Миклош II Сеченьи
Миклош (Николас) (II) Сеченьи, также известный как Миклош из Салго (венг. Szécsényi (II.) Miklós); умер 19 января 1438 года) — богатый венгерский землевладелец и магнат, который унаследовал исключительно крупные поместья могущественных клана Сеченьи. Однако он потерял почти все свое состояние в результате заговора и судебного процесса, основанного на сфабрикованных обвинениях, что вынудило его отправиться в изгнание в Венецианскую республику.

## Семья и богатство
Николай II родился во влиятельной семье Сеченьи, которая происходила из древнего рода Качичей. Старший сын Симона Сеченьи (? — 1412), убежденного сторонника короля Сигизмунда Люксембургского, и Елизаветы Гараи, сестры палатина Николаса Гараи. У него было двое братьев и сестер: Томас II, который упоминается только один раз в 1407 году и рано умер, и Доротея, которая вышла замуж за капитана Сигизмунда Лошонци. Николас Сеченьи родился в начале 1390-х годов. В 1401 году упоминается неопознанный сын Симона, который, предположительно, относится к Миклошу. Впервые он появился в источниках по имени в 1407 году, во время дела об одержимости его отца. Чувствуя близость своей смерти, Симон Сеченьи заключил договор наследования со своим племянником Ладиславом II (сыном покойного брата Симона Франка) в присутствии королевского судьи Симона Розгони 9 декабря 1411 года в Леткесе. Соответственно, его сын Миклош был бы единственным наследником замка Салго (Бёржёнь), который был приобретен Симоном в одиночку десятилетиями ранее, в то время как Топольчаны (сегодня Топочаны, Словакия) принадлежали ветви Франка. Холлокё и Айнакске (сегодня Хайначка, Словакия) были признаны Ладислава (сына Франка) и Миклоша (сына Симона) соответственно, в то время как эти принадлежности (деревни и земли) были разделены между двумя ветвями. Оставшиеся два замка (Сомоско и Бене) и близлежащие деревни стали совместной семейной собственностью, в то время как обе ветви должны были одновременно назначить собственного кастеляна.
Симон Сеченьи вскоре умер в январе 1412 года, его состояние унаследовал его единственный оставшийся в живых сын Миклош Сеченьи. Год спустя его двоюродный брат Ладислав II скоропостижно скончался, и Миклош стал владельцем всей собственности Сеченьи, что сделало его одним из богатейших землевладельцев в Королевстве Венгрия. Поскольку Ладислав не упомянул своего сына-тезку в своей последней воле и завещании, можно предположить, что Ладислав III родился посмертно и вырос при дворе Миклоша Сеченьи в замке Салго, который служил его постоянной резиденцией. В 1418 году его сестра Доротея подала на него в суд за выдачу своего наследства (кварта дочери). Хотя она умерла в следующем году, её сын Ладислав Лошонци продолжил судебный процесс, и Николас Сеченьи должен был представить свои земельные хартии осенью 1422 года, согласно приказу своего дяди, палатина Николаса Гараи.
Николас Сеченьи был среди венгерских баронов, которые сопровождали Сигизмунда во время его западноевропейского дипломатического визита после августа 1414 года. Вместе со своим монархом он остался в Англии в 1416 году, поскольку в лондонских хрониках его называли «laske Michell». После этого он также участвовал в Констанцском соборе. Ульрих из Рихенталя причислил его к венгерскому сопровождению Сигизмунда и назвал его «Николаус Лащаго фон дер Лобен». После избрания папы римского Мартина V Миклош Сеченьи отправился в паломничество в Святую Землю через Венецию. Вернувшись домой, он был упомянут как придворный рыцарь. Он участвовал в первой королевской кампании против гуситов в 1420 и 1421 годах. В результате 18 апреля 1421 года Сигизмунд подарил ему герб в Градиште. Миклош Сеченьи сопровождал своего монарха в Кежмарк (ныне Кежмарок, Словакия) в марте 1423 года и был одним из шестнадцати светских баронов и прелатов, которые обеспечивали безопасность посланников Владислава II Ягелло, короля Польши.

## Первый суд
В 1424 году обширные владения Миклоша Сеченьи «из-за [его] злых злоупотреблений и греховных поступков» были конфискованы по приказу венгерского короля Сигизмунда Люксембургского. В ноябре 1423 года палатин Янош Гараи организовал окружное собрание в Балассагьярмате, где было принято решение конфисковать владения Миклоша Сеченьи и поручило Паулю Бесенье из Оздеге осуществить это.
Миклош Сеченьи подал апелляцию в суд личного присутствия короля. Однако Сигизмунд поддержал решение окружного собрания и приказал конфисковать половину богатства Сеченьи весной или летом 1424 года. Ладислав Сеченьи получил вторую половину состояния в соответствии с семейным контрактом, который был заключен между двумя ветвями в конце 1411 года. Известный фальсификатор Габриэль Зомлини признался во время судебного процесса в 1446 году, что он подделал хартию в пользу Ладислава, чтобы предотвратить конфискацию состояния Сеченьи. В документе предполагалось, что Симон и Франк ранее получили привилегию, которую невозможно было конфисковать из-за неверности, поскольку другая ветвь должна была унаследовать её. Нет никаких источников, подтверждающих, что Ладислаус когда-либо использовал эту подделку. Сигизмунд лично посетил конфискованные поместья в Ноградском и Пештском комитатах по пути со свадьбы Владислава II Ягелло и Софии Гольшанской в Кракове в свою королевскую резиденцию в Буде.
После судебного процесса 1424 года МИклош Сеченьи потерял все свое имущество, оставшись без гроша в кармане. Один из его дядей, Янош Гараи, взял его в свою резиденцию, где Сеченьи провел следующие годы. Его родственник Ладислав Сеченьи пытался передать замок Хегьесд в качестве титульного залога Миклошу, который он унаследовал по материнской линии, однако Симон Розгони, епископ Веспрема, и его братья сообщили о своем намерении королевскому двору. В результате Сигизмунд, который уже много лет находится за границей, запретил Ладиславу пожертвовать форт своему родственнику в своем письме, написанном 25 сентября 1433 года в Мантуе, во время поездки в Базельский собор. Сигизмунд добавил, что Ладислав Сеченьи может передать замок в залог только братьям Розгони в соответствии с его инструкцией.

## Второй суд
Янош Гараи скончался до 9 апреля 1428 года. После его смерти Сеченьи остался гостем вдовы Гари, княгини Хедвиги Мазовецкой. Эта поддержка со стороны его родственников по материнской линии привела к его второму судебному разбирательству. Сигизмунд вернулся в Венгрию в октябре 1434 года, после чего против Хедвиги и Сеченьи были выдвинуты серьёзные обвинения. В марте 1435 года венгерский сейм, собравшийся в Прессбурге (ныне Братислава, Словакия), начал процесс против Хедвиги, которую обвиняли в отравлении её мужа, опасаясь, что он может обнаружить её измену с Сеченьи. Показания членов семьи Гараи были достаточными доказательствами в пользу короля Сигизмунда, который продиктовал Хедвиге суровое наказание: все её имущество было конфисковано, и она была пожизненно заключена в тюрьму в замке семьи своего мужа, в то время как Миклош Сеченьи был изгнан из королевства с «вечным позором неверности».
Миклош Сеченьи бежал из Венгрии в Венецию, где провел остаток своей жизни. Согласно контракту от 19 ноября 1436 года, он послал своего фамильяра Яна Пелшечи принять более 100 золотых дукатов от своего двоюродного брата Ладислава Гараи, бана Мачвы. Ладислав Гараи передал запрошенную сумму, но позже Пелшечи заявил, что на него напали и ограбили разбойники с большой дороги, когда он возвращался в Венецию, и потерял половину суммы. Сеченьи не поверил этой истории и сообщил о нём властям Падуи, которые арестовали и заключили Пелшечи в тюрьму. Согласно контракту, Сеченьи и Пелшечи договорились, что последний погасит свой долг в размере 72 дукатов (включая судебные издержки и дорожные расходы Сечени в Падую) по 2 золотых дуката в месяц.
Историк Даниэла Дворжакова считает, что Миклош Сеченьи жил торговлей, проживая в Венеции. Например, незадолго до своей смерти Сеченьи и один из его знакомых, некий Винсент, путешествовали по делам из Константинополя, привозя одежду оттуда и с Эвбеи. В начале 1438 года, когда он вернулся на галере в Венецию, Сеченьи уже был серьёзно болен. В сопроводительном письме к его последнему завещанию говорится, что он страдал от «чумной лихорадки». После того, как лечение не помогло, Николас Сеченьи составил свою последнюю волю и завещание 18 января 1438 года в своем дворце на Риальто. Согласно документу, он скончался на следующий день, 19 января. В документах Государственного архива Венеции сохранилось, что Сеченьи и его сотрудники жили в арендованном доме в приходе Святой Троицы, затем в приходе Святого Симона, где он и скончался. Согласно его последней воле, Сеченьи был похоронен в Сан-Пьетро-ди-Кастелло.
Доверяя своим четырём венецианским друзьям — врачам Джону Кальдьере, Пьетро Томасини и торговцу Александру Боно и его сыну Мозесу Боно, Миклош Сеченьи, который умер неженатым и бездетным, сделал своего родственника Ладислава Сеченьи наследником своего фактически существовавшего состояния (поскольку считал себя их владельцем), оставив ему все замки, города и деревни в Венгрии принадлежали ему, за исключением Сакаля, который он пожертвовал местному бенедиктинскому монастырю, который пришлось восстановить. Приходская церковь Ладислава Сеченьи получила пять деревень в комитатах Хонт и Ноград, а его племянник Ладислав Лошонци унаследовал его дома в Буде, расположенные прямо напротив Нового дворца. Согласно его последнему завещанию, Миклош Сеченьи не страдал от нехватки денег во время изгнания. На момент его смерти у него было два фамильяра (Майкл и Винсент) и шесть рабов, о которых он также заботился. Однако, как сообщают более поздние документы, оба фамильяра ограбили своего бывшего хозяина после его смерти, несмотря на вознаграждение в больших суммах, одежду и доспехи и т. д. После кражи Майкл был убит одним из своих компаньонов в Портогруаро.

## Репутация
Венгерский историк Пал Энгель, написавший первое исследование о жизни и трудностях Миклоша Сеченьи, считал, что его осудили на основании ложных обвинений. Сеченьи заверил своего наследника в документе, что он не умрет в результате отравления, но «Бог привел меня, и я принимаю это со спокойствием». Энгель утверждал, что современники считали его злодеем, но родственники, наиболее непосредственно пострадавшие в двух случаях — Ладислав Сеченьи и племянник и наследник его якобы убитого дяди Ладислава Гарая, впоследствии палатина Венгрии, — не поверили обвинениям. Оба сохраняли свои связи с сосланным Николаем до самой его смерти и поддерживали его финансово. Напротив, Даниэла Дворжакова подчеркивает, что Гарай был в долгу перед Сеченьи и не хотел платить. После смерти Сеченьи исполнители его последней воли посылали Гараю различные письма и личные сообщения с просьбой выплатить его долг, но все эти попытки остались без какого-либо ответа.
Энгель утверждал, что единственное рациональное объяснение антипатии его современников состоит в том, что он отличался от них во всех отношениях. Как доказывает его последняя воля и завещание, Сеченьи был грамотным человеком, в отличие от других светских баронов XV века, кроме того, он также писал, в том числе любовные письма (возможно, Хедвиге, которая провела свою жизнь под домашним арестом в замке Гараи). Текст также подтверждал, что у него было много книг, которые католическая церковь сочла бы еретической и запрещенной литературой . Согласно каталогу Александра Боно, его библиотека содержала 138 рукописей, что было чрезвычайно большим по сравнению с современными библиотеками Венгрии (например, в 1425 году в капитуле Прессбурга было всего 83 рукописи). Основываясь на обвинениях в подделке монет в 1424 году, Дворжакова рассматривает вопрос о том, включала ли его библиотека алхимические труды. Как бы ни утверждал Энгель, Сеченьи был одним из богатейших землевладельцев своего времени, акт подделки был бы совершенно излишним с его стороны. Историк предположил, что на самом деле Сеченьи собирал древние монеты как предшественник гуманистических государственных деятелей и мыслителей.
Дальнейшие документы были обнаружены Мартином Штефаником в венецианских архивах, написанные в основном на итальянском диалекте, которые предполагают, что в дополнение к образованию Сеченьи был «легкомысленным и ищущим удовольствий человеком, который больше походил на кавалера эпохи Возрождения и авантюриста […], а не на средневекового христианского рыцаря», согласно Дворжакова. Большая часть богатства и денег, на которые рассчитывал Сеченьи, оказалась фикцией. Один из исполнителей написал, что его покойный друг был «крайне небрежен с деньгами». Поскольку Сеченьи упоминал своих рабынь более широко, чем другие, в своем последнем завещании, Дворжакова утверждает, что это подтверждает обоснованность обвинений в его сексуальной жизни, которые противоречили общепринятой практике моральных норм в Венгрии. Исполнители сообщили, что рабыни были некрещеными, не говорили по-итальянски и служили своему хозяину в качестве наложниц. Друзья Сеченьи приложили много усилий, чтобы найти им мужей в соответствии с его завещанием.